# التركية الأناضولية العتيقة
التُركيَّة الأناضولية العتيقة هو الاسم الذي يُطلق على الشكل القروسطي من اللغة التركية التي تحدث بها المُسلمون في بلاد الأناضول بدايةً من القرن الحادي عشر إلى الخامس عشر الميلاديين. تطوَّرت هذه اللُغة فيما بعد إلى التُركية العُثمانيَّة. وكما هو حال سليلتها، كانت هذه اللُغة تُكتب بِالخط العربي، ورُسمت على شكل: «تُركجٔ» و«تُركجٔه». تميَّزت عن سليلتها العُثمانيَّة باعتمادها علامات التشكيل لتوضيح لفظ الكلمات.
نطق بهذه اللُغة عامَّة المُسلمين من أهالي دولة سلاجقة الروم وما عاصرها من دُويلاتٍ إسلاميَّةٍ في الأناضول، بينما كانت الفارسيَّة لُغة البلاط السُلجُوقي وغيره من بلاط الحُكَّام المُسلمين التُرك. واستمرَّ الأمر على هذا المنوال حتَّى سنة 1277، عندما أصدر الأمير القرماني شمس الدين مُحمَّد بن قرمان الأفشاري فرمانًا أعلن فيه اعتماد اللغة التركية لتكون لغة البلاط والديوان والمراسلات في إمارته.